# Hellinsia carphodactoides
Hellinsia carphodactoides là một loài bướm đêm thuộc chi Hellinsia, có ở Papua New Guinea. Loài bướm này bay vào tháng 11, và có sải cánh khoảng 15 milimét. Tên gọi "carphodactoides" đề cập đến tính tương tự của nó so với Hellinsia carphodactyla.